# NGC 5790
NGC 5790 é uma galáxia espiral (S0-a) localizada na direcção da constelação de Boötes. Possui uma declinação de +08° 17' 07" e uma ascensão recta de 14 horas, 57 minutos e 35,9 segundos.
A galáxia NGC 5790 foi descoberta em 16 de Maio de 1884 por Édouard Jean-Marie Stephan.